# Villalpando
Villalpando est une commune espagnole de la province de Zamora dans la communauté autonome de Castille-et-León.

## Géographie
| - OpenStreetMap Limite communale. |